# Roberto Fogu
Roberto Fogu, noto anche con lo pseudonimo di Fogus, a volte scritto erroneamente Fogù (Roma, 27 agosto 1936 – Copenaghen, 19 gennaio 1995), è stato un pianista e cantante italiano.

## Biografia
Di origine sarda, pianista e arrangiatore di Don Marino Barreto Jr., si è esibito in molti locali tra cui il locale Elefante Bianco a Roma. È stato un raffinato pianista e suonava anche il trombone. Ha lavorato per tanti anni come musicista in Rai.
Nel 1974 compose assieme a Marcello Ramoino la colonna sonora del film Prostituzione di Rino Di Silvestro.
Si è poi dedicato all'esecuzione di sigle italiane dei cartoni animati come quelle di Jeeg robot d'acciaio e Ryu il ragazzo delle caverne.
Nel 1982 incise come Orchestra Roy Fogusson String's l'album Incontro.
Nella stagione 1988-1989 raggiunse il culmine della carriera come direttore artistico del coro di Gallicano, dove impostò l'attività musicale sulla musica leggera più che sulla musica classica.

### Sigla di Jeeg robot d'acciaio
La sigla italiana dell'anime Jeeg robot d'acciaio è a lungo stata attribuita erroneamente a Piero Pelù, cantante dei Litfiba, che a proposito di Fogu ha dichiarato: "Voglio girare un film su di lui, con quel suo timbro dannatamente soul e una vita tutta da raccontare..."
L'equivoco nacque dal fatto che il gruppo Edipo e il suo Complesso cantò una cover di Jeeg robot d'acciaio imitando lo stile vocale di Pelù, nell'album Pura lana del 1990. Vista la grande notorietà di Pelù, cominciò a girare la voce che fosse proprio quest'ultimo a cantare. La diffusione della leggenda tramandò poi che Pelù fosse autore proprio della sigla originale.
In omaggio alla leggenda, nel 2008 Piero Pelù ha eseguito una sua versione di Jeeg robot d'acciaio, contenuta nell'album solista Fenomeni.

## Discografia

### Album
- 1974 - Prostituzione  - (Yep 00444) con Marcello Ramoino, colonna sonora dell'omonimo film
- 1976 - Las Mariposas - (Ellecci RCZ 3005) con Moseholm e Binsy
- 1977 - Jumping - (Edipan MPS 3014) con Calogero Taormina
- 1980 - Confidential - (Ed. Abramo Alione AA1059)
- 1980 - Music Relax N. One - (Hover Records/Pinciana Records)
- 1980 - Music Relax N. Two - (Hover Records/Pinciana Records)
- 1980 - Nel buio di una stanza - (Sirio LP 00211)
- 1981 - L'uomo della Notte - (Storm ZSLTM 55470)
- 1982 - Dedicati a Nino Cellupica - (Aberecord 33 AB 500)
- 1982 - Incontro - (Aureus) come Orchestra Roy Fogusson String's -
- 1989 - Strumentali  - (Nuovo Repertorio Editoriale – NRE 1214)[5] con Nanni Latini

### Singoli
- 1979 - Jeeg Robot/Halgatron (CLS, MD F 019) come Fogus[6]
- 1979 - Ryu il ragazzo delle caverne/Rhan (CLS, MD F 021) come Fogus[7]
- 1979 - Ryu il ragazzo delle caverne/Un milione di anni fa (CLS, MD F 021) come Fogus[7]

### Partecipazioni
- 1999 - She Had A Taste For Music con il brano Small Fawn Clawn (con Massimo Moriconi) tratto dal film Benvenuto Sesso di Joe D'Amato[8] - (Dagored Records)
- 2000 - Mo'Plen Ninfadelica con il brano Una Vergine Da Rubare - (IRMA 499612-2)[9]
- 2002 - Masoch Club Entertainment con il brano Un Moscovita A Roma[10]